# أوغنين دوبريتش
أوغنين دوبريتش (بالسيريلية الصربية: Огњен Добрић) مواليد 27 أكتوبر 1994 في كنين، جمهورية كرايينا الصربية، هو لاعب كرة سلة صربي. بدأ مسيرته الاحترافية في سنة 2013. يحمل الرقم 13. لعب مع نادي ريد ستار لكرة السلة في الدوري الأوروبي لكرة السلة.

## إحصائيات المسيرة

### الدوري الأوروبي
| السنة   | الفريق                   | لعب | بدأ | دقيقة | ميداني% | ثلاثية | حرة  | ارتداد | صنع | استلاب | تصدي | نقطة | أداء |
| ------- | ------------------------ | --- | --- | ----- | ------- | ------ | ---- | ------ | --- | ------ | ---- | ---- | ---- |
| 2016–17 | نادي ريد ستار لكرة السلة | 13  | 0   | 5.3   | .409    | .167   | .333 | .5     | .2  | .3     | .0   | 1.6  | .6   |
| المسيرة | المسيرة                  | 13  | 0   | 5.3   | .409    | .167   | .333 | .5     | .2  | .3     | .0   | 1.6  | .6   |

## روابط خارجية
- أوغنين دوبريتش على موقع الاتحاد الدولي لكرة السلة (الإنجليزية)
- أوغنين دوبريتش على موقع الدوري الأوروبي لكرة السلة (الإنجليزية)
- أوغنين دوبريتش على موقع كرة السلة الأوروبية.كوم (الإنجليزية)
- أوغنين دوبريتش على موقع ريلجم (الإنجليزية)
- أوغنين دوبريتش على موقع سبورتس رفرنس (الإنجليزية)